# Pierre-Brice Lebrun
Pour les articles homonymes, voir Lebrun.
Pierre-Brice Lebrun est un écrivain et un juriste franco-belge né à Liège le 1er mars 1965. Il habite Mont-de-Marsan (Landes), enseigne à Paris et à Toulouse.

## Publications
Il est l'auteur d'une centaine de livres, guides touristiques, récits de voyages et ouvrages gourmands sur la cuisine et la gastronomie, qui racontent l'histoire des produits qu'il aime, comme l'andouillette de Troyes ou la saucisse de Montbéliard. Il est surtout connu pour ses Petits traités, de la boulette (qui a rencontré un grand succès en librairie), des pâtes, du pois chiche, de la pomme de terre et de la frite, du camembert (classé parmi les 10 meilleurs ouvrages gastronomiques de l'année par le jury du 8e Grand Prix Figaro du Livre gourmand 2017) et de la choucroute, publiés par Le Sureau, une maison d'édition du groupe Adverbum. Il est également l'auteur de livres de droit et de manuels juridiques parus essentiellement chez Vuibert, pour qui il est auteur-coordinateur dans la collection Admis (préparation à des concours de la fonction publique), Ellipses, Territorial et Dunod. Il est enfin l'auteur de Machin, un roman (court) disponible exclusivement en format numérique, de quelques nouvelles que l'on retrouve dans le Microbe, dans Brèves ou ailleurs.

## Biographie
Pierre-Brice Lebrun participe, grâce à Sam Bernett et Max Meynier, au lancement de la première radio libre RFM (1981 - 1983), installée sur le toit du centre commercial de Vélizy 2 (Yvelines). Il pige au service des sports de l'éphémère hebdomadaire Yvelines Nouvelles (1981 - 1982) basé à Élancourt (Yvelines), et rejoint l'équipe du Dimanche des sports de Canal Versailles Stéréo, CVS (1983 - 1984), dirigée par Pascal Pierozzi. Il présente à la même époque une émission hebdomadaire de chanson française le dimanche soir sur Radio Bocal, la radio libre installée rue du Bois Joly à Nanterre (Hauts-de-Seine), au fond du jardin du chanteur Daniel Guichard, qu'il a régulièrement accompagné en tournée, dont la tournée Contre le cancer (1983).
Il reprend ses études de droit au retour de son service militaire (1985), obtient un Diplôme d'État d'Éducateur spécialisé (DEES) et un Diplôme d'État relatif aux fonctions d'animation (DEFA)[réf. nécessaire]. Il travaille quinze ans dans la prévention de la délinquance et la protection de l'enfance.[réf. nécessaire]
Il revient à l'écriture et au journalisme dans les années 2000, tout en développant sa carrière d'enseignant en droit dans le secteur social, sanitaire et médico-social (cours, stages, conférences, interventions en intra, etc.). Il a régulièrement publié des articles juridiques dans La Gazette Santé Social, les magazines du groupe Territorial, et la revue Empan des éditions Érès (Toulouse). Vice-président d'honneur de la Ligue française pour la santé mentale, il y a donne chaque année de nombreuses conférences juridiques. Il est l'un des parrains de l'Observatoire de la violence éducative ordinaire (OVEO) d'Olivier Maurel, qui milite en faveur de l'adoption en France d'une loi « anti fessée ».
Il a longtemps[évasif] fait partie de l'Association professionnelle des chroniqueurs et informateurs de la gastronomie et du vin (APCIG)[réf. nécessaire], et a régulièrement été convié aux dégustations de l'Association amicale des amateurs d'andouillette authentique qui attribue aux andouillettes le label AAAAA.[réf. nécessaire]
Il a participé en 2008 à l'ouvrage collectif Les critiques aux fourneaux (Les éditions des 4 chemins) réalisé sous l'égide de l'APCIG et vendu au profit des Restos du Cœur, récompensé du Gourmand Award 2008 du Meilleur livre de cuisine à but caritatif et mention spéciale du jury au Salon international du livre gourmand de Périgueux en 2008. Il a créé et dirigé la collection Chemins gourmands des éditions des 4 chemins (et publié dans cette collection des ouvrages gourmands sur l'andouillette de Troyes, la saucisse de Montbéliard, le melon de Cavaillon, la choucroute, le Pineau des Charentes, la Perche du Léman, etc.). Il a également participé aux ouvrages collectifs de François-Régis Gaudry On va déguster la France (Marabout), Prix Encyclopédie du 8e Grand Prix Figaro du Livre Gourmand 2017, et On va déguster l'Italie (Marabout). Il a rédigé la préface de l’ouvrage Autour du monde en 80 boulettes, de Jean-Noël Escoffier (Flammarion). 
Il collabore ou a collaboré aux sites la Fureur des Vivres et ViaMichelin, à la revue Papilles, publiée par l'association des Bibliothèques gourmandes, et à la Gazette Gourmande (du Sud-Ouest), et aussi à quelques inflight magazines, à Détours en France, Rustica, Voyages plus, Voyageur, un esprit d'ailleurs (2007 - 2009), Cheval Magazine, Sports Équestres, Thalassa (magazine), 30 Millions d'Amis, Gazoline, et même Sanglier magazine (des articles sur des artistes représentant des sangliers) ! Il a été pendant plusieurs années rédacteur pour l'agence Textuel (communication web et papier des supermarchés Champion, etc.). Il a rédigé régulièrement la rubrique gastronomie de l'hebdomadaire satirique d'information la Mèche, lancé en septembre 2010 par des anciens de Siné Hebdo et de Charlie Hebdo, disparu le 10 décembre de la même année, et tenu (2008 - 2009) une éphémère, ponctuelle et matinale chronique dans le 5/7 de l'été sur France Inter, intitulée Je vous appelle d'ailleurs. Il anime maintenant une émission hebdomadaire de chanson francophone sur Radio MdM (Mont-de-Marsan), où il tient également une chronique culinaire "qui se mange en chansons".